# SCO19
Die SCO19 sind die spezialisierten Kräfte des Metropolitan Police Service (MPS) in London. Die Einheit wird für bewaffnete Zwischenfälle rund um die Uhr bereitgehalten.

## Geschichte
Ursprünglich hieß die Einheit SO19. Im Januar 2012 wurde die Central Operations and Specialist Crime Directorate (SCD) in die Specialist Crime & Operations (SC&O) überführt und die Einheit in SCO19 umbenannt. Die SCO19 hat rund 550 Mitglieder, die sich in verschiedene Teileinheiten gliedern. Die Einheit ist Mitglied im ATLAS-Verbund.
Die Einheit wurde 1966 gegründet, als bewaffnete Räuber drei Polizisten erschossen haben. Ihre ursprüngliche Aufgabe war, andere Polizisten an der Waffe auszubilden. Seitdem wurde die Einheit an die heutigen Aufgaben gewandelt.

## Aufteilung
Die SCO19 ist in verschiedene Aufgabenbereiche aufgeteilt:
- ARV (Armed Response Vehicle) Officers: Das sind Polizisten, welche mit Streifenwagen in verschiedenen Gegenden patrouillieren.
- Trojan Proactive Unit (TPU): TPU sind Polizisten der ARV die vor allem in Kriminalitätsgebieten patrouillieren.
- Tactical Support Teams (TST): TSTs sind Polizisten, welche hauptsächlich andere Londoner Polizisten bei Einsätzen unterstützen. Vor allem werden auch geplanten Einsätze wie gefährliche Verhaftungen durchgeführt.
- Specialist Rifle Officers (SRO): SROs sind Polizisten, welche als Scharfschützen eingesetzt werden.
- CTSFOs (Counter Terrorist Specialist Firearms Officers): CTSFOs sind Polizisten, welche Antiterroreinsätze durchführen oder auch bei sehr gefährlichen Verhaftungen eingesetzt werden.

## Ausrüstung

### Schusswaffen
Es werden folgende Schusswaffen verwendet:
| Marke                  | Modell                                | Herkunft               | Munition                     | Aussehen |
| ---------------------- | ------------------------------------- | ---------------------- | ---------------------------- | -------- |
| Glock                  | 17, 17M, 19, 19M, 26                  | Österreich             | 9 × 19 mm                    |          |
| Heckler & Koch         | MP5A2, MP5A3, MP5K                    | Deutschland            | 9 × 19 mm                    |          |
| Heckler & Koch         | G36C                                  | Deutschland            | 5,56×45mm                    |          |
| SIG Sauer              | SIG516, SIG716                        | Deutschland            | 5,56×45mm, 7,62x51mm         |          |
| SIG Sauer              | SIG MCX, SIG MCX Rattler              | Deutschland            | 5,56×45mm                    |          |
| Heckler & Koch         | G3K                                   | Deutschland            | 7,62x51mm                    |          |
| Accuracy International | Arctic Warfare, Arctic Warfare Magnum | Vereinigtes Königreich | 7,62x51mm, .338 Lapua Magnum |          |
| Benelli                | M3                                    | Italien                | Kaliber 12                   |          |